# Саноа
Саноа (фр. Sannois) град је у Француској, у департману Долина Оазе.
По подацима из 1999. године број становника у месту је био 25.349.

## Демографија
| 1962.  | 1968.  | 1975.  | 1982.  | 1990.  | 1999.  | 2011.  |
| ------ | ------ | ------ | ------ | ------ | ------ | ------ |
| 16.490 | 19.060 | 18.578 | 21.665 | 25.229 | 25.349 | 26.707 |